# كيفن أفيري
كيفن أفيري (بالإنجليزية: Kevin Avery)‏ هو كاتب أمريكي، ولد في 24 يونيو 1957 في سولت ليك في الولايات المتحدة.

## وصلات خارجية
- الموقع الرسمي